# Madygella humioi
Madygella humioi (лат.) — ископаемый вид пилильщиков из семейства Xyelidae. Триасовый период, Япония. Древнейшие представители подотряда Symphyta из Восточной Азии. Видовое название дано в честь Humio Takahashi (директор музея Mine City Museum of History and Folklore в городе Мине).

## Описание
Ископаемые пилильщики, описанные по отпечаткам крыльев из триасовых отложений юго-западной Японии (около города Мине в префектуре Ямагути, Upper Triassic Mine Group, Momonoki Formation). Переднее крыло имеет размеры: длина 4,5 мм, ширина 2,3 мм. От близких видов (Madygella analoga, Madygella levivenosa) отличается экстремально большой костальной областью крыла, а также тем, что длина ячеек 1r+2r меньше, чем ячеек 3r+4r, а высота ячеек 3r+4r меньше, чем 2r+Pt в переднем крыле.

## Классификация
Вид был описан в 2020 году японскими палеоэнтомологами Nozomu Oyama (Graduate School of Science, Университет Кюсю, Фукуока, Япония) и Haruyoshi Maeda (Kyushu University Museum, Fukuoka) и включён в состав рода Madygella. Сходен с видами Madygella analoga, Madygella levivenosa.